# Голгота
Голгота (Калварија) је брдо изван Јерусалима где је према Библији разапет Исус Христос. На месту распећа је подигнут Храм Васкрсења Христовог. Ово брдо се налазило изван зидина Јерусалима, али како се град ширио, данас се ово место налази унутар града. Латинска реч Калварија значи лобања, пошто је брдо од камена и у силуети вероватно подсећа на лобању. Ту су вршена погубљења у старом веку.